# Chilothorax naevuliger
Chilothorax naevuliger är en skalbaggsart som beskrevs av Edmund Reitter 1894. Chilothorax naevuliger ingår i släktet Chilothorax och familjen Aphodiidae. Inga underarter finns listade i Catalogue of Life.